# Ясный сокол (журнал)
«Ясный сокол» — русский литературный сатирический журнал, издававшийся в Москве в 1908 году. Позиционировался как журнал произведений писателей из народа, с № 7 — Еженедельный политический, литературный и сатирический народный журнал.  1908 № 1 (15-VI) — № 10 (б. д.). Приложением к журналу вышло: Шатов-Печальный В. Думы народные. (Стихотворения). М., [1908]. 48 с. (к № 10).
Название журнала навеяно «Песней о Соколе» М. Горького.
Редактор-издатель: М. А. Иванова; с № 4 Н. А. Дынина. Выходил под редакцией поэта-столяра  П. А. Травина,  поэта, критика и журналиста.
Среди авторов: Ганьшин, Сергей Евсеевич